# Bien Venu
Bien Venu (Frans: welkom) is een gemeentelijk monument aan de Middelwijkstraat 32 in Soest in de provincie Utrecht.
Het huis werd in 1907 gebouwd door meestermetselaar J. Stalenhoef om zelf in te wonen. De aangebrachte luifel dateert van 1939. De inpandige portiek bevindt zich in de symmetrische voorgevel.
De naam van het herenhuis staat met polychroom tegelwerk aangegeven op de gevel. Boven alle vensters zijn bovenlichten met roedenverdeling aangebracht. Bovenaan de gevel zijn leeuwenkoppen aangebracht. Tegen de linker zijgevel is een serre met balkon aangebouwd. 